# Meningeom
Meningeom je benigní (vzácně i maligní forma zvaná meningosarkom) nádor mozkového obalu, který roste z pavučnice. Představují zhruba 15–20 % všech vnitrolebních nádorů. Léčba probíhá obvykle radikálním neurochirurgickým odstraněním, hůře dostupné nádory mohou být operovány za pomoci Leksellova gama nože nebo ozařováním.